# کلاودیو بارینتوس
کلاودیو بارینتوس (اسپانیایی: Claudio Barrientos‎; ۱۰ نوامبر ۱۹۳۶ – ۷ مهٔ ۱۹۸۲) بوکسور اهل شیلی بود.